# Sharp PC-1403 (H)
Sharp PC-1403 (H) (PC-1403 (H)) је био џепни рачунар фирме Шарп (Sharp) који је почео да се производи у Јапану током 1986. године.
Користио је Sharp CMOS SC61860 8-битну микропроцесорску јединицу а RAM меморија рачунара је имала капацитет од PC-1403: 8 KB - PC-1403H: 32 KB. 

## Детаљни подаци
Детаљнији подаци о рачунару PC-1403 (H) су дати у табели испод.
|                       | |
| [ 1 ]                 | |
| Произвођач            | Шарп |
| Тип                   | џепни рачунар                                                                                              |
| Меморија              | PC-1403: 8 - PC-1403H: 32 KB                                                                               |
| Поријекло             | Јапан |
| Година                | 1986 |
| Тастатура             | 77 тастера, QWERTY калкулаторски тип са нумпадом и математичким функцијским тастерима                      |
| Процесор              | (8-битни)                                                                                                  |
| Фреквенција процесора | 768 |
| RAM                   | PC-1403: 8 - PC-1403H: 32 KB                                                                               |
| ROM                   | 72 KB |
| Текст                 | 1 линија x 24 знакова (монитор са текућим кристалом), 5x7 матрица тачака                                   |
| Графика               | нема |
| Боја                  | једна боја, монитор са текућим кристалом                                                                   |
| Звук                  | централним процесором управљани пиезоелектрични звучник, фиксна фреквенција и трајање преко Бејсик команде |
| Димензије             | 170 (ширина) x 72 (дубина) x 9,5 (висина) / 150 (са батеријама и поклопцем)                                |
| Портови               | |
| Оперативни систем     | |